# قنصور أتابييفي
قنصور أتابييفي (الاسم العلمي:Colutea atabaevii) هي نوع نباتي يتبع جنس القنصور من فصيلة البقولية.